# Gloria (гурт)
Gloria — бразильський рок-гурт, що грає в жанрах: мелодичний хардкор, металкор, емо та скримо. Колектив утворений 2002 року у Сан-Паулу. За роки існування було видано 5 студійних альбомів, 1 EP, та 10 синглів.

## Склад

### Поточні учасники
- Mi Вієйра — вокал (2002 — теперішній час)
- Елліот Рейс — вокал і гітара (2006 — теперішній час)
- Перес Кендзі — соло-гітара (2006 — теперішній час)
- Тьяго Абреу — бас-гітара (2016 — теперішній час)
- Леандро Феррейра — ударні (2016 — теперішній час)

### Колишні учасники
- Юрій Нішіда — вокал (2002—2005), бас (2002—2003), гітара (2003—2005)
- Жи Роча — вокал (2005—2006), соло-гітара (2003—2006)
- Thiba — гітара (2005—2006)
- Alex — гітара і соло (2002—2003)
- Джонні Бонафе — бас (2003—2013)
- Денис Мендес — ударні (2002—2004)
- Rafa — ударні (2004—2007)
- Fil — ударні (2007—2011)
- Eloy Casagrande — ударні (2011)
- Ріккі Мачадо — ударні (2011—2015)
- Джон Мілле — бас (2013—2016)

## Дискографія

### EP
- Piano Perfeito (2004)

### Студійні альбоми
- O Fim é Uma Certeza (2005)
- Nueva (2006)
- Gloria (2009)
- (Re)Nascido (2012)
- O Quinto (2016)[1]

### Концертні альбоми
- Renascido em Chamas (2013)

### Сингли
| Рік  | Назва                            | Чарти       | Чарти          | Альбом              |
| Рік  | Назва                            | BRA Hot 100 | BRA Hit Parade | Альбом              |
| ---- | -------------------------------- | ----------- | -------------- | ------------------- |
| 2005 | «Ela e a Tempestade»             | -           | -              | O Fim é uma Certeza |
| 2006 | «Janeiro de 2006»                | -           | -              | Nueva               |
| 2006 | «Asas Fracas»                    | -           | -              | Nueva               |
| 2008 | «Anemia»                         | -           | -              | Gloria              |
| 2009 | «Minha Paz»                      | 11          | -              | Gloria              |
| 2009 | «Agora é Minha Vez»              | 49          | -              | Gloria              |
| 2010 | «Tudo Outra Vez»                 | 21          | -              | Gloria              |
| 2010 | «Vai Pagar Caro Por Me Conhecer» | 32          | -              | Gloria              |
| 2012 | «Sangue»                         | 97          | -              | (Re)Nascido         |
| 2012 | «A Arte de Fazer Inimigos»       | 27          | -              | (Re)Nascido         |
| 2012 | «Horizontes»                     | 37          | -              | (Re)Nascido         |
| 2013 | «Bicho do Mato»                  | 30          | -              | (Re)Nascido         |
| 2013 | «Presságio»                      | 32          | -              | (Re)Nascido         |

### Відеокліпи
- «Janeiro de 2006»[3] (live, 2006)
- «Asas fracas»[4] (живий виступ у «Vivo Jornal», 2007)
- «Anemia»[5] (2008)
- «Asas fracas»[6] (live official, 2008)
- «Minha paz»[7] (2009)
- «Onde estiver»[8] (live, 2009)
- «Agora é Minha Vez»[9] (2009)
- «Tudo Outra Vez»[10] (2010)
- «Vai Pagar Caro Por Me Conhecer»[11] (2010)
- «Sangue»[12] (інтернет-кліп, 2012)
- «A Arte de Fazer Inimigos»[13] (2012)
- «Horizontes»[14] (feat. Lucas Silveria, 2012)
- «Bicho do Mato»[15] (live, 2013)
- «Presságio»[16] (live, 2013)
- «A Cada Dia»[17] (2016)

## Премії
| Рік  | Премія                                | Категорія      | Результат |
| ---- | ------------------------------------- | -------------- | --------- |
| 2009 | Prêmio Multishow de Música Brasileira | Відкриття року | Номінація |
| 2009 | MTV Video Music Brasil                | Відкриття року | Номінація |
| 2010 | Prêmio Rock Show                      | Шоу року       | Перемога  |
| 2011 | Prêmio Rock Show                      | Артист року    | Перемога  |